# 韦斯普雷姆高尔绍
韦斯普雷姆高尔绍，是匈牙利维斯普雷姆州所辖的一个村，总面积8.71平方公里，总人口269，人口密度30.9人/平方公里（2010年1月1日）。